# ピエール・バレ

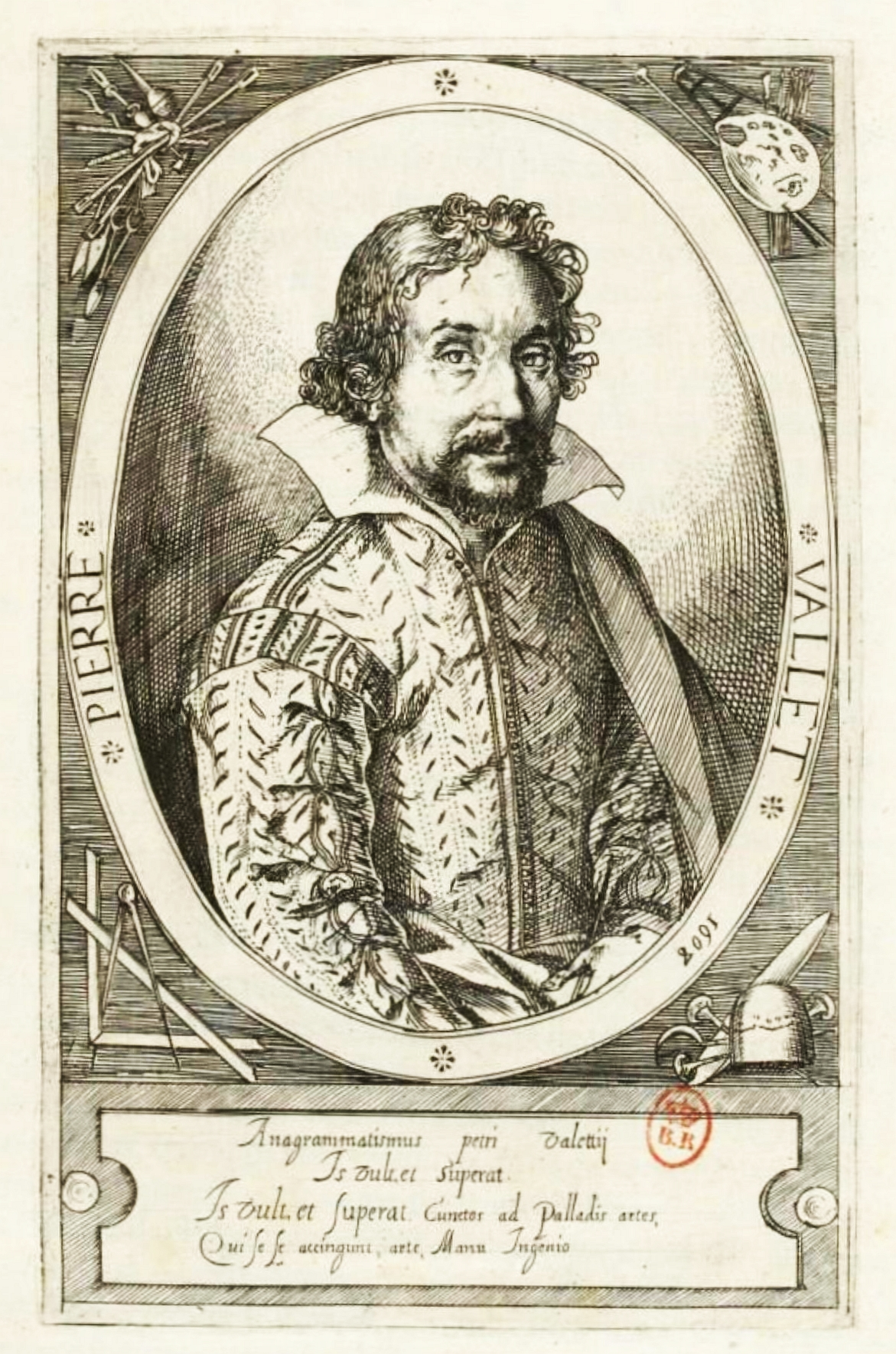
Pierre Vallet (1608)

ピエール・バレ（Pierre Valet、1575年頃 - 1650年頃）は、フランスの植物画家、版画家、工芸家である。フランス最初の王室植物画家となった。

## 生涯
オルレアンで生まれた。刺繍工芸師として王室に使えた。フランス国王アンリ4世の2番目の王妃でフィレンツェ出身のマリー・ド・メディシスが植物画趣味を庇護するようになり、1608年にフランス最初の王室植物画家となった。
1608年に『フランス国王アンリ4世の庭園』（"Le jardin du roy tres chrestien Henri IV, roy de France et de Navare dedie à la royne"）を出版した。フランスの探検家が西アフリカやスペインから持ち帰ってルーブルの庭園で栽培されていた植物を描いたものである
。さらに、植物学者、ジャック＝フィリップ・コルニュの『カナダの植物』（"Canadensium plantarum":1635年）の図版やエメサのヘリオドロスの説話の"Les Adventures Amoureuse de Theagenes et Chariclée Sommairement Discrète et Representee par Figures"の挿絵も描いた。

## 『フランス国王アンリ4世の庭園』の図版

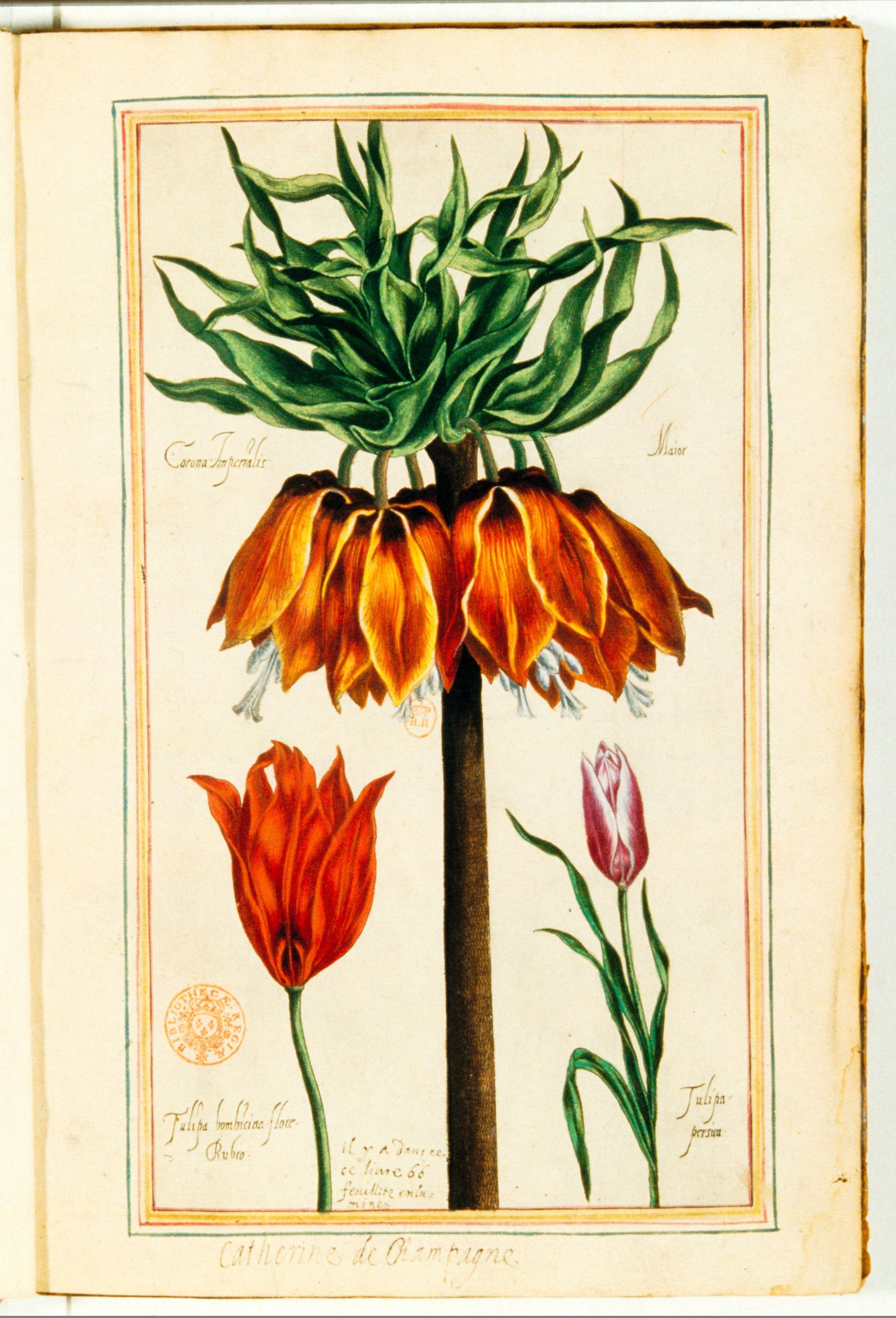
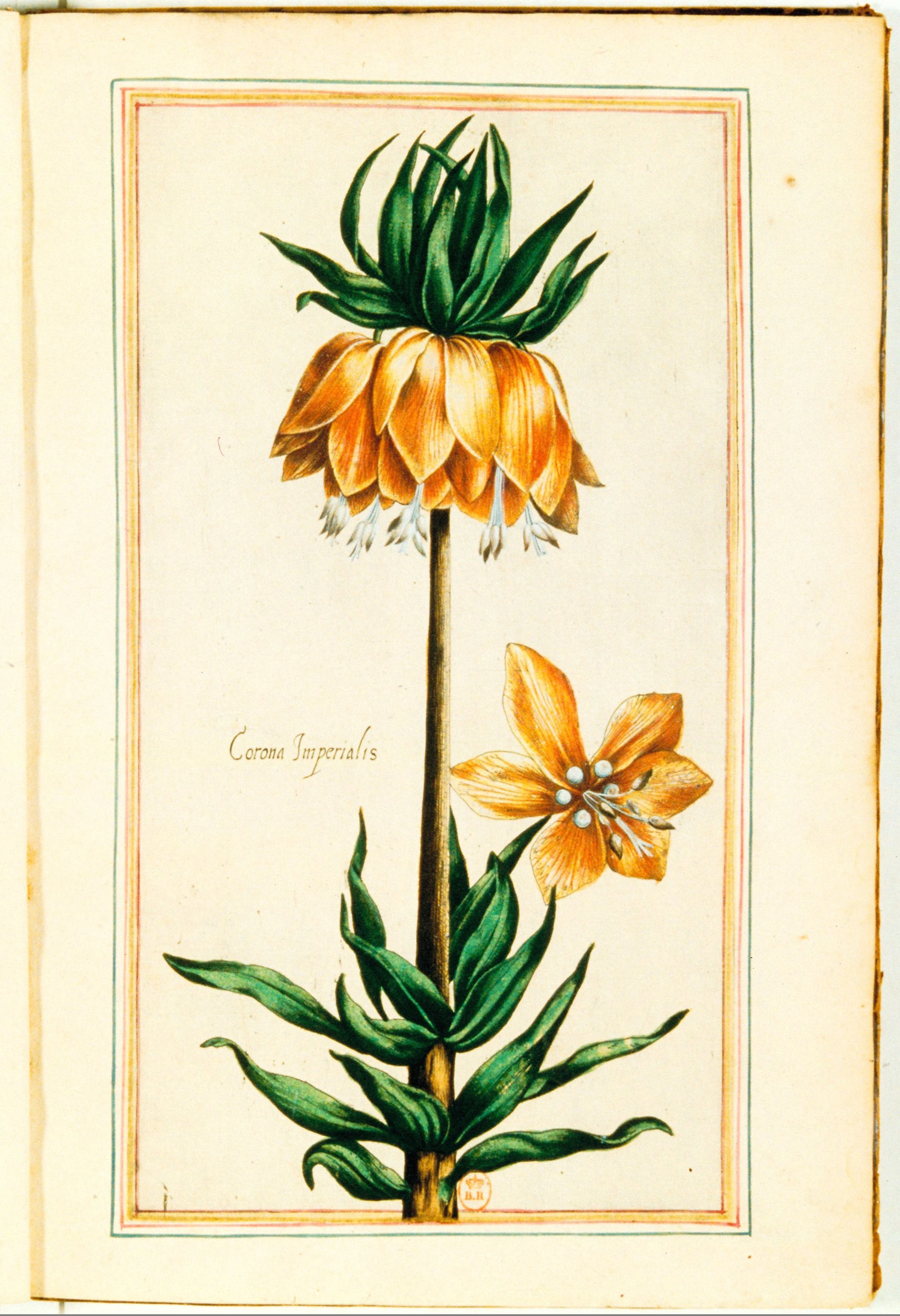
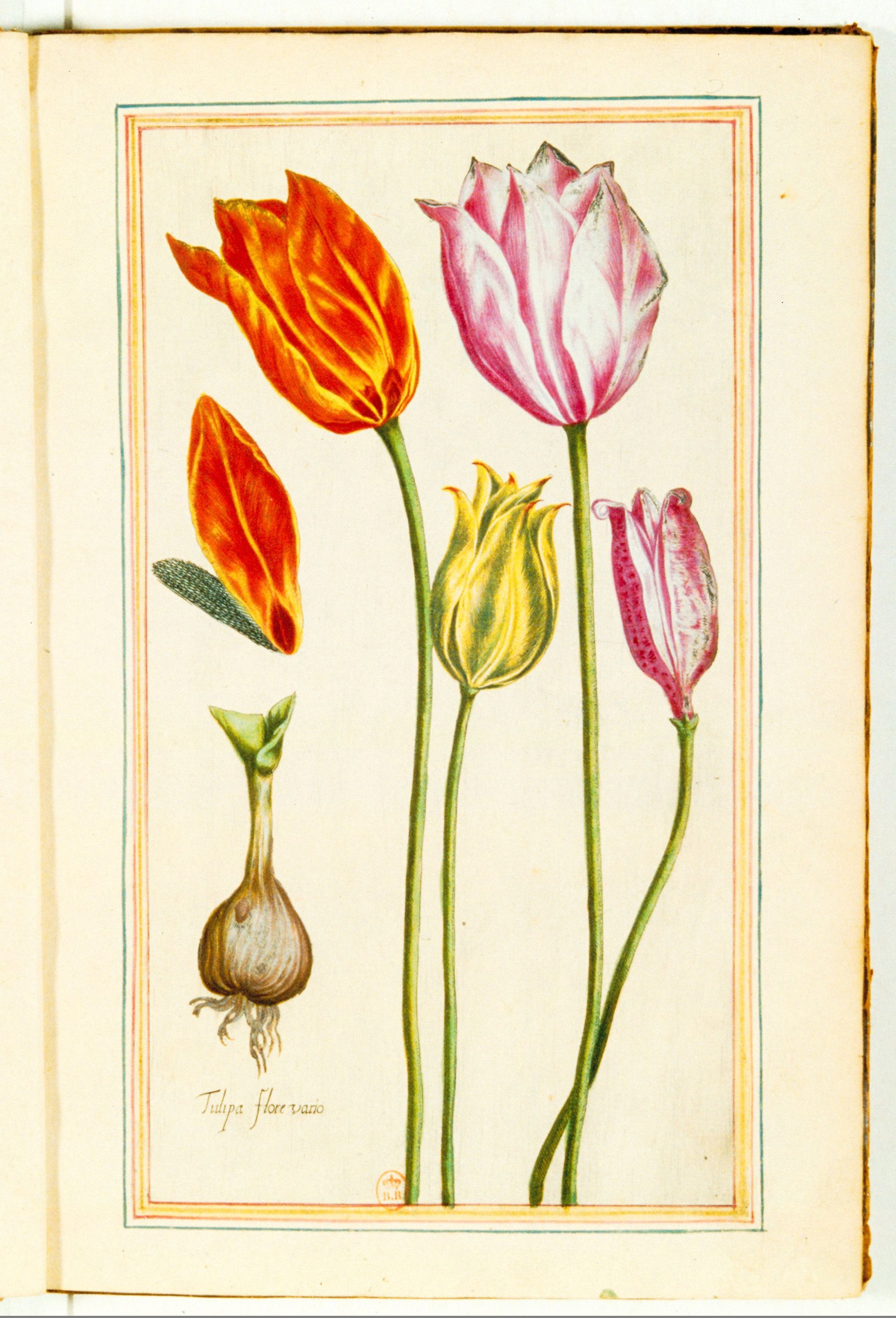
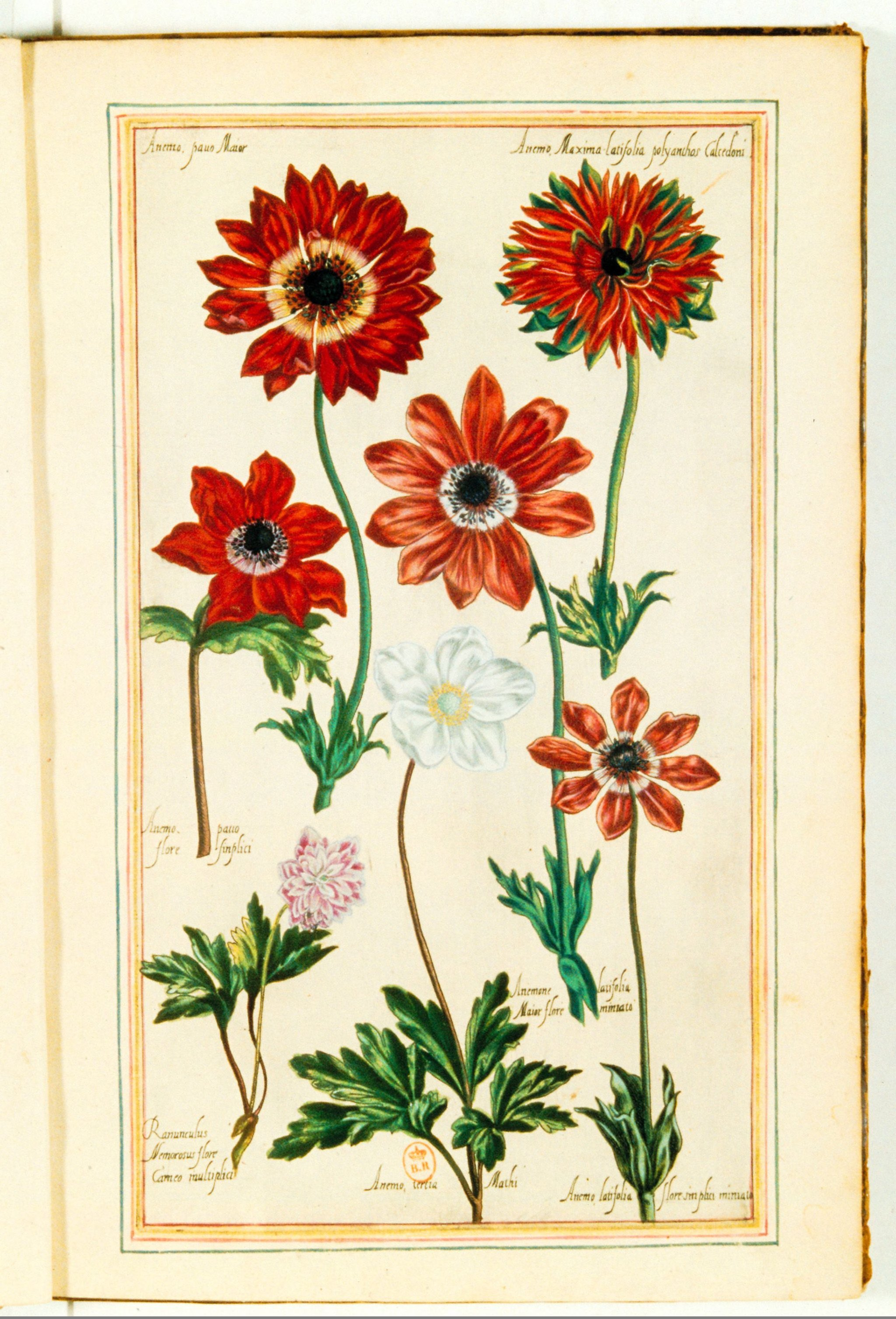
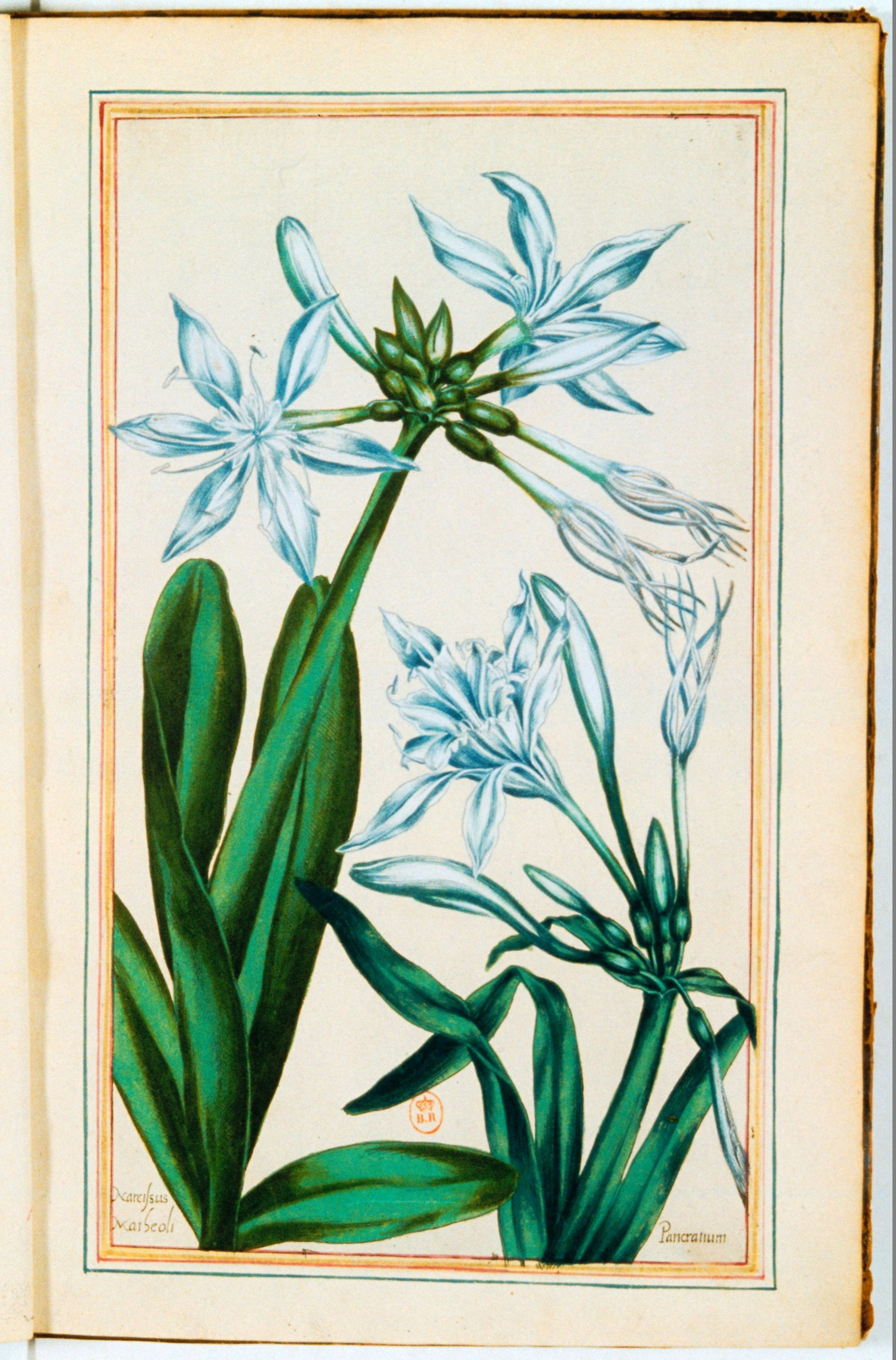